# Amphitrichia amboinae
Amphitrichia amboinae är en skalbaggsart som beskrevs av Brenske 1894. Amphitrichia amboinae ingår i släktet Amphitrichia och familjen Melolonthidae. Inga underarter finns listade i Catalogue of Life.